# سيتوكروم 3A4
سيتوكروم 3اي4((بالإنجليزية: CYP3A4))أو السيتوكروم 3A4 P450 يختصر ب( EC 1.14.13.97 )، وهو عضو في السيتوكروم بي450 أوكسيديز متعدد الوظائف، ويعتبر واحد من أهم الإنزيمات تشارك في عملية التمثيل الغذائي لل الاكسيوبيوتك في جسم الإنسان. وتشارك سيتوكروم 3اي4 في أكسدة أكبر مجموعة من ركائز جميع CYPs. ونتيجة لذلك، فانه موجود في أكبر كمية من جميع CYPs في الكبد . في البشر، يتم ترميز البروتين CYP3A4 من قبل CYP3A4 الجيني .  هذا الجين هو جزء من مجموعة من السيتوكروم P 450 الجينات على الكروموسوم 7q21.1. .يتواجدإنزيم سيتوكروم 3اي4 في الكبد والأمعاء.

## في الأدوية
إنزيم سيتوكروم 3اي4(CYP3A4) يعتبر أهم إنزيم لدوران الأدوية في الجسم، وهذه النتائج قد يكون لها أهمية بالنسبة لكثير من العقاقير . وفيتامين د له تأثير على CYP3A4 ، ويمكن أن يلعب دوراً هاما في العلاج الدوائي للمرضى، والتباين في التعرض لأشعة الشمسقد يؤثر على حساسية الأفراد للأدوية .إنزيم سيتوكروم 3اي4 بدوره هو المسئول عن انهيار أدوية تاكروليموسوسيروليموس .

## وظيفة
CYP3A4 هو عضو في P450 السيتوكروم الفصيلة من الانزيمات . البروتينات P450 السيتوكروم هي monooxygenases التي تحفز العديد من ردود الفعل التي تشارك في استقلاب الدواء وتوليف الكولسترول، والمنشطات، والدهون الأخرى. هذا البروتين يموضع إلى الشبكة الإندوبلازمية، والتي يسببها التعبير عن طريق السكريات وبعض الأدوية الوكيلة. ويشارك هذا الانزيم في عملية التمثيل الغذائي لما يقرب من نصف الأدوية التي تستخدم اليوم، بما في ذلك اسيتامينوفين، الكوديين، السيكلوسبورين (السيكلوسبورين)، الديازيبام، والاريثروميسين. التمثيل الغذائي في الإنزيم قد يؤدي أيضا في حالة فرظ نشاطه إلى إنتاج المواد المسببة للسرطان. 

## وصلات اضافية
- PharmGKB: Annotated PGx Gene Information for CYP3A4
- CYP3A4 substrate prediction نسخة محفوظة 15 فبراير 2011 على موقع واي باك مشين.